# Искандаров, Акбаршо Искандарович
Акбаршо́ Исканда́рович Исканда́ров (род. 1 августа 1951, Дарвазский район, Горно-Бадахшанская автономная область) — таджикский политический деятель, исполняющий обязанности президента Таджикистана с октября по декабрь 1991 года и с сентября по ноябрь 1992 года, председатель Верховного Совета Таджикистана в августе—ноябре 1992 года. Также чрезвычайный и полномочный посол Республики Таджикистан в Туркменистане, Казахстане и Монголии.
5 февраля 2025 года приговорён к 18 годам лишения свободы по делу о попытке государственного переворота.

## Биография
Родился 1 августа 1951 года в кишлаке Кеврон Калаихумского района (ныне Дарвазский район), в Горно-Бадахшанской автономной области Таджикистана. С 1966 по 1970 год (по другим данным до 1973 года) обучался в Душанбинском политехническом техникуме, получил специальность инженер-строитель. В 1974 году поступил заочно на экономический факультет Таджикского государственного университета им. В.Ленина и окончил его в 1979 году по специальности экономист. В 1989 году закончил Ташкентскую высшую партийную школу.
С 1970 по 1980 год работал старшим инженер-землеустроителем и старшим экономистом Калаихумского райсельхозуправления. С 1980 по 1981 год исполнял обязанности инспектора Калаихумского районного комитета народного контроля, а после до 1982 года — инспектором центральное статистического управления. С 1982 года — инструктор орготдела Калаихумского райкома коммунистической партии Таджикистана. С 1984 года работал инструктором Горно-Бадахшанского обкома партии.
В 1986 году вступил в должность заместителя председателя Ишкашимского райисполкома и председателя районного агропромышленного объединения. С 1987 по 1990 год — 1-й секретарь Ванчского райкома коммунистической партии Таджикистана. С 29 марта 1990 года стал депутатом Верховного Совета Таджикистана 12 созыва. В 1990—1992 и 1992—1993 годах — председатель Горно-Бадахшанского областного совета. Одновременно, в 1990—1992 годах — заместитель председателя верховного совета Таджикистана.
В ноябре 1991 и апреле-мае 1992 Искандаров был исполняющим обязанности председателя Верховного Совета Таджикистана, а 11 августа 1992 года избран на должность председателя Верховного Совета республики. В это же время Искандаров являлся исполняющим обязанности президента Таджикистана, замещая на этом посту 2-го президента Таджикистана Рахмона Набиева. 7 сентября 1992 года Искандаров перенимает обязанности президента Таджикистана после Рахмона Набиева, пока его 19 ноября 1992 года не сменяет будущий третий президент Таджикистана Эмомали Рахмонов (до 1994 года в качестве председателя Верховного Совета).
С марта 1993 года Искандаров — временный поверенный в делах, а после чрезвычайный и полномочный посол Таджикистана в Туркменистане (с 1993 по 2001 год), в Казахстане (с 2001 года) и в Монголии (с 2004 года). С 2008 года Искандаров занимает пост посла по особым поручениям МИД Республики Таджикистан.
В 2000 году вышла книга мемуаров Акбаршо Искандарова «Родники дружбы».

### Уголовное дело
В июне 2024 года Акбаршо Искандаров и ряд других политических деятелей Таджикистана были арестованы. Фигуранты обвинялись по статьям о госизмене, захвате власти, мошенничестве и разжигании вражды. Суть дела не раскрывалась из-за грифа секретности.
В феврале 2025 года Акбаршо Искандаров был приговорён Верховным судом Таджикистана к заключению на 18 лет по обвинению в попытке государственного переворота.

### Личная жизнь
Искандаров женат, имеет пять детей.